# Baptyści we Włoszech
Baptyści we Włoszech – wyznawcy baptyzmu we Włoszech. Zdecydowana większość z nich skupiona jest w Chrześcijańskiej Unii Ewangelicko-Baptystycznej Włoch.
Pierwszy baptystyczny zbór został założony przez Anglika Edwarda Clarke'a w 1867 roku w La Spezia. Od roku 1870 pastorem tego zboru został Giovanbattista Dassio. Po likwidacji Państwa Kościelnego w 1870 roku brytyjscy misjonarze założyli zbór w Rzymie. Następnie przybył Oswald Papengouth z Rosji założył zbór w Neapolu, który odtąd pełnił rolę jednego z ważnych ośrodków baptystycznych we Włoszech. Od roku 1922 Południowa Konwencja Baptystów zaczęła prowadzić regularną działalność misyjną we Włoszech. W roku 1939 włoscy liderzy przejęli odpowiedzialność za większość inicjatyw rozwijanych dotąd przez misję amerykańską.
Przez cały wiek XX rozwój włoskiego baptyzmu był ograniczany przez emigrację. Znacząca część włoskich baptystów jest pochodzenia amerykańskiego, niemieckiego, chińskiego i hiszpańskiego. Po II wojnie światowej włoscy baptyści nawiązali współpracę ekumeniczną z waldensami i metodystami. W połowie lat 90. XX wieku liczba włoskich baptystów przekraczała 5 tysięcy, skupieni oni byli w 102 zborach.